# Ceratium
Ceratium is een geslacht van eencelligen dinoflagellaten uit de orde Gonyaulacales en de familie van de Ceratiaceae. De grote eencellige organismen leven in zout en zoet water.

## Kenmerken
De cellen zijn groot. De punt van het episoom is sterk verhoogd of zelfs gevormd tot een apicale hoorn, het hyposoom heeft twee of meer antapicale hoorns. Het cingulum zit min of meer in het midden. Ceratium-soorten hebben geelbruine chloroplasten. Bij mariene soorten is er anisogamie met een zygotische nucleaire faseverandering. Ze planten zich vegetatief voort door middel van een schuine lengtedeling. Hierbij wordt de bepantsering diagonaal gesplitst langs de sulcus en daarna aangevuld met nieuwe cellen.

## Voorkomen
Ceratium zijn uitsluitend in het water levende organismen die in zoet en zout water voorkomen. In grote hoeveelheden kunnen ze een zogenaamd rood tij veroorzaken, waarbij ze het water bruin kleuren. Sommige soorten zijn in staat tot bioluminescentie.

## Taxonomische veranderingen
In 2010 stelden Gómez, F., Moreira, D. en López-García, P. voor het grote genus Ceratium op te splitsen op grond van DNA-onderzoek. Zij plaatsten de zoutwatersoorten in een nieuw genus Neoceratium. Dit bleek echter in te druisen tegen de regels van de ICBN omdat er een oudere genusnaam was,Tripos Bory, 1823, die voorrang had.

## Soorten
- Ceratium angustum A.S. Campbell, 1934 = Tripos angustus
- Ceratium arcticum (Ehrenberg) Cleve, 1901
- Ceratium arcuatum Jorgensen, 1920
- Ceratium arietinum F.Gomez, D.Moreira & P.Lopez-Garcia, 2001
- Ceratium aultii F.Gomez, D.Moreira & P.Lopez-Garcia, 2001
- Ceratium axiale F.Gomez, D.Moreira & P.Lopez-Garcia, 2001
- Ceratium azoricum F.Gomez, D.Moreira & P.Lopez-Garcia, 2001
- Ceratium balechii F.Gomez, D.Moreira & P.Lopez-Garcia, 2001
- Ceratium batavum Gran, 1902
- Ceratium belone F.Gomez, D.Moreira & P.Lopez-Garcia, 2001
- Ceratium biceps F.Gomez, D.Moreira & P.Lopez-Garcia, 2001
- Ceratium biconicum F.J.R. Taylor, 1976
- Ceratium bigelowii F.Gomez, D.Moreira & P.Lopez-Garcia, 2001
- Ceratium boehmii Jorgensen, 1911
- Ceratium brachyceros von Daday, 1907
- Ceratium breve F.Gomez, D.Moreira & P.Lopez-Garcia, 2001
- Ceratium brevearcuatum Bohm, 1976
- Ceratium brunellii F.Gomez, D.Moreira & P.Lopez-Garcia, 2001
- Ceratium bucephalum Cleve, 1900
- Ceratium buceros J. Schiller
- Ceratium californiense Jorgensen, 1911
- Ceratium candelabrum F.Gomez, D.Moreira & P.Lopez-Garcia, 2001
- Ceratium carnegiei F.Gomez, D.Moreira & P.Lopez-Garcia, 2001
- Ceratium carolinianum Jorgensen, 1911
- Ceratium carriense F.Gomez, D.Moreira & P.Lopez-Garcia, 2009
- Ceratium cephalotum F.Gomez, D.Moreira & P.Lopez-Garcia, 2009
- Ceratium claviger Gran, 1902
- Ceratium coarctatum Pavillard, 1905
- Ceratium compressum F.Gomez, D.Moreira & P.Lopez-Garcia, 2009
- Ceratium concilians F.Gomez, D.Moreira & P.Lopez-Garcia, 2009
- Ceratium contortum F.Gomez, D.Moreira & P.Lopez-Garcia, 2009
- Ceratium contrarium F.Gomez, D.Moreira & P.Lopez-Garcia
- Ceratium curvicorne Schroder, 1906
- Ceratium declinatum F.Gomez, D.Moreira & P.Lopez-Garcia, 2009
- Ceratium deflexum F.Gomez, D.Moreira & P.Lopez-Garcia, 2009
- Ceratium dens F.Gomez, D.Moreira & P.Lopez-Garcia, 2009
- Ceratium digitatum F.Gomez, D.Moreira & P.Lopez-Garcia, 2009
- Ceratium divaricatum F.Gomez, D.Moreira & P.Lopez-Garcia, 2009
- Ceratium egyptiacum F.Gomez, D.Moreira & P.Lopez-Garcia, 2009
- Ceratium euarcuatum F.Gomez, D.Moreira & P.Lopez-Garcia, 2009
- Ceratium extensum F.Gomez, D.Moreira & P.Lopez-Garcia, 2009
- Ceratium falcatiforme F.Gomez, D.Moreira & P.Lopez-Garcia, 2009
- Ceratium falcatum F.Gomez, D.Moreira & P.Lopez-Garcia, 2009
- Ceratium filicorne F.Gomez, D.Moreira & P.Lopez-Garcia, 2009
- Ceratium flagelliferum Kofoid, 1908
- Ceratium furca F.Gomez, D.Moreira & P.Lopez-Garcia, 2009
- Ceratium furcoides Langhans, 1925
- Ceratium fusus F.Gomez, D.Moreira & P.Lopez-Garcia, 2009
- Ceratium geniculatum F.Gomez, D.Moreira & P.Lopez-Garcia, 2009
- Ceratium gibberum F.Gomez, D.Moreira & P.Lopez-Garcia, 2009
- Ceratium gracile Pavillard, 1905
- Ceratium gravidum F.Gomez, D.Moreira & P.Lopez-Garcia, 2009
- Ceratium hexacanthum F.Gomez, D.Moreira & P.Lopez-Garcia, 2009
- Ceratium hircus F.Gomez, D.Moreira & P.Lopez-Garcia, 2009
- Ceratium hirundinella Dujardin, 1841
- Ceratium horridum F.Gomez, D.Moreira & P.Lopez-Garcia, 2009
- Ceratium humile Jorgensen, 1911
- Ceratium hundhausenii Gourret, 1883
- Ceratium incisum F.Gomez, D.Moreira & P.Lopez-Garcia, 2009
- Ceratium inclinatum Gran, 1902
- Ceratium inflatum F.Gomez, D.Moreira & P.Lopez-Garcia, 2009
- Ceratium intermedium Gran, 1902
- Ceratium japonicum Cleve, 1900
- Ceratium karstenii F.Gomez, D.Moreira & P.Lopez-Garcia, 2009
- Ceratium kofoidii F.Gomez, D.Moreira & P.Lopez-Garcia, 2009
- Ceratium lamellicorne von Daday, 1888
- Ceratium lanceolatum F.Gomez, D.Moreira & P.Lopez-Garcia, 2009
- Ceratium leptosomum Gran, 1902
- Ceratium limulus F.Gomez, D.Moreira & P.Lopez-Garcia, 2009
- Ceratium lineatum F.Gomez, D.Moreira & P.Lopez-Garcia, 2009
- Ceratium longinum Cleve, 1900
- Ceratium longipes F.Gomez, D.Moreira & P.Lopez-Garcia, 2009
- Ceratium longirostrum F.Gomez, D.Moreira & P.Lopez-Garcia, 2009
- Ceratium longissimum Kofoid, 1907
- Ceratium lunula F.Gomez, D.Moreira & P.Lopez-Garcia, 2009
- Ceratium macroceros F.Gomez, D.Moreira & P.Lopez-Garcia, 2009
- Ceratium massiliense F.Gomez, D.Moreira & P.Lopez-Garcia, 2009
- Ceratium minutum F.Gomez, D.Moreira & P.Lopez-Garcia, 2009
- Ceratium mollis Gran, 1902
- Ceratium neglectum Kofoid, 1908
- Ceratium nipponicum Jorgensen, 1911
- Ceratium ostenfeldii Jorgensen, 1911
- Ceratium pacificum Cleve, 1900
- Ceratium palmatum Cleve, 1900
- Ceratium paradoxides F.Gomez, D.Moreira & P.Lopez-Garcia, 2009
- Ceratium pavillardii F.Gomez, D.Moreira & P.Lopez-Garcia, 2009
- Ceratium pennatum F. Schrank, 1793
- Ceratium pentagonum F.Gomez, D.Moreira & P.Lopez-Garcia, 2009
- Ceratium petersii F.Gomez, D.Moreira & P.Lopez-Garcia, 2009
- Ceratium platycorne von Daday, 1888
- Ceratium pleuroceras Schrank, 1793
- Ceratium porrectum Karsten, 1907
- Ceratium praelongum Jorgensen, 1911
- Ceratium protuberans Jorgensen, 1911
- Ceratium pulchellum F.Gomez, D.Moreira & P.Lopez-Garcia, 2009
- Ceratium ramakrishnii Subrahmanyan, 1968
- Ceratium ranipes F.Gomez, D.Moreira & P.Lopez-Garcia, 2009
- Ceratium recurvatum Jorgensen, 1911
- Ceratium recurvum Cleve, 1900
- Ceratium reflexum F.Gomez, D.Moreira & P.Lopez-Garcia, 2009
- Ceratium reticulatum Gourret, 1883
- Ceratium saltans Cleve, 1900
- Ceratium scapiforme Gourret, 1883
- Ceratium schmidtii Schroder, 1906
- Ceratium schrankii F.Gomez, D.Moreira & P.Lopez-Garcia, 2009
- Ceratium schroederi Nitzsch, 1817
- Ceratium schroeteri F.Gomez, D.Moreira & P.Lopez-Garcia, 2009
- Ceratium seta Dujardin, 1841
- Ceratium setaceum F.Gomez, D.Moreira & P.Lopez-Garcia, 2009
- Ceratium strictum Cleve, 1901
- Ceratium subrobustum Gourret, 1883
- Ceratium sumatranum Cleve, 1900
- Ceratium symmetricum F.Gomez, D.Moreira & P.Lopez-Garcia, 2009
- Ceratium tasmaniae F.Gomez, D.Moreira & P.Lopez-Garcia, 2009
- Ceratium tenue Gran, 1902
- Ceratium tenuissimum Gran, 1902
- Ceratium teres F.Gomez, D.Moreira & P.Lopez-Garcia, 2009
- Ceratium tricarinatum Cleve, 1911
- Ceratium trichoceros F.Gomez, D.Moreira & P.Lopez-Garcia, 2009
- Ceratium tripodioides Kofoid, 1908
- Ceratium tripos F.Gomez, D.Moreira & P.Lopez-Garcia, 2009
- Ceratium uncinus F.Gomez, D.Moreira & P.Lopez-Garcia, 2009
- Ceratium undulatum Jorgensen, 1911
- Ceratium uteri A.S. Campbell, 1934
- Ceratium volans Gourret, 1883
- Ceratium vultur F.Gomez, D.Moreira & P.Lopez-Garcia, 2009